# Kumaka
Kumaka är en ort i regionen Barima-Waini i norra Guyana. Orten hade 556 invånare vid folkräkningen 2012. Den är belägen cirka 111 kilometer sydost om Mabaruma.